# Walking on Sunshine (película)
Walking on Sunshine es una comedia romántica musical británica de 2014, dirigida por Max Giwa y Dania Pasquini. Esta película supuso el debut como actriz de la cantautora Leona Lewis. 
La película incluye varias canciones de los años 80.
Las críticas recibidas fueron negativas en su mayoría. En Rotten Tomatoes obtuvo una nota del 26% de un total de 19 reseñas. Durante el tiempo que estuvo en cartel obtuvo una recaudación de 3.248.671$ en taquilla a nivel internacional.

## Argumento
Maddie está preparando su boda con Raf, su prometido, e invita a su hermana Taylor sin saber que ambos tuvieron una relación amorosa tiempo atrás. El rodaje de la película tuvo lugar en la provincia de Apulia, sureste de Italia, en las localidades de Nardò y Gallipoli, además de otras escenas en las costas del mar Jónico.

## Reparto
- Annabel Scholey  (Maddie)
- Giulio Berruti (Raf)
- Hannah Arterton (Taylor)
- Leona Lewis (Elena)
- Katy Brand (Lil)
- Greg Wise (Doug)
- Danny Kirrane (Mikey)
- Giulio Corso (Enrico)

## Banda sonora
Las canciones fueron interpretadas por los actores bajo el nombre de sus personajes. Entre paréntesis, los artistas originales.
1. "Holiday" (Madonna) - Taylor
2. "Venus" (Bananarama) - Lil, Maddie, and Taylor
3. "How Will I Know" (Whitney Houston) - Taylor, Mikey, Enrico, and Elena
4. "The Power of Love" (Huey Lewis and the News) - Taylor, Maddie, Lil, Mikey, Enrico, Raf, and Elena
5. "Don't You Want Me" (The Human League) - Doug and Maddie
6. "Walking on Sunshine" (Katrina and the Waves) - Elena, Taylor, Lil, Mikey, Enrico, and Raf
7. "Eternal Flame" (The Bangles) - Taylor
8. "Girls Just Wanna Have Fun" (Cyndi Lauper) - Elena, Taylor, and Lil
9. "The Wild Boys" (Duran Duran) - Mikey, Enrico, and Raf
10. "It Must Have Been Love" (Roxette) - Taylor and Raf
11. "Faith" (George Michael) - Maddie and Doug
12. "White Wedding" (Billy Idol) - Lil, Mikey, Maddie, Enrico, Doug, Taylor, and Raf
13. "If I Could Turn Back Time" (Cher) - Taylor and Raf
14. "Wake Me Up Before You Go-Go" (Wham!) - Elena, Mikey, Lil, Taylor, Maddie, Enrico, Doug, and Raf